# Antonio Cordón García
Antonio Cordón García (Sevilla, 25 de julio de 1895-Roma, 23 de enero de 1969) fue un militar español, militante destacado del Partido Comunista, que actuó durante la guerra civil española en defensa de la República alcanzando el grado de general, el cual tendría también en 1944 como general soviético.

## Biografía
Primogénito del matrimonio formado por Antonio Cordón López, empleado de Aduanas, y Teresa García y Garci-Quijada, ama de casa natural de Álora, 
ingresó en la Academia de Artillería de Segovia en 1911, a los 16 años. Durante su juventud estuvo destacado en el Marruecos español, donde participó en las campañas de la Guerra de Marruecos y fue plenamente consciente de las pésimas condiciones del Ejército español de la época, lo que le influiría en su concepción militar de cara al futuro.

### Guerra Civil
Durante los años 30 se benefició de las Leyes de Azaña para pasar a la reserva, pero se volvió a alistar en el Ejército, nada más estallar la Guerra Civil. Fue pieza clave en la conversión de las milicias en un verdadero ejército disciplinado y capaz de enfrentarse al Ejército de Franco.
Su carrera fue meteórica y paralela a su ascenso en el Partido Comunista de España, llegando a ser subsecretario de Defensa y estrecho colaborador del presidente Juan Negrín hasta el final en el que, junto con otros destacados militares (Modesto, Hidalgo de Cisneros, Tagüeña...), llegó al generalato. Adherido al Partido Comunista de España, contactó con la URSS para la provisión de material de guerra (aviones Chato y Mosca, tanques T-26 y otros). A ese país se exiliaría al finalizar la guerra. Perteneció al Comité Central del PCE en estrecha colaboración con la Pasionaria y Santiago Carrillo (con el que coincidió en París una temporada).
Participó en muchos de los principales teatros de operaciones durante el conflicto como el Asedio del Santuario de Nuestra Señora de la Cabeza (Jaén), su acción bélica más brillante, la Ofensiva de Zaragoza, la Toma de Belchite y la Toma de Teruel. En el Frente de Aragón fue adjunto del general Sebastián Pozas Perea en el Ejército del Este, convirtiéndose en su jefe de Estado Mayor. Después de la Derrota de Aragón, ascendió y fue nombrado jefe del Estado Mayor del nuevo Grupo de Ejércitos de la Región Oriental (GERO), participando en la decisiva Batalla del Ebro (julio-noviembre de 1938) y más tarde en la Campaña de Cataluña, pasando al exilio en Francia. Regresó poco después a la zona centro de España aunque, tras el golpe de Estado de Casado, partió definitivamente a Orán el 6 de marzo de 1939 desde el aeródromo provisional establecido cerca de Monóvar y se trasladó a continuación a París.

### Exilio
Su destino final en el exilio fue la URSS, donde se casó nuevamente. Tuvo una hija, dejando en España una esposa y seis hijos. Publicó un libro de memorias llamado Trayectoria. Fue amigo de Rafael Alberti y María Teresa León, con quienes abandonó España desde Monóvar, al igual que Negrín, la Pasionaria y otras destacadas personalidades republicanas. Murió en Roma en 1969 y, con la llegada del cambio político en España unos años más tarde, sus restos finalmente regresaron a su país.

## Obras
- Cordón, Antonio (1971). Trayectoria. Memorias de un militar republicano. París: Editorial Ebro.